# Czerniawka (obwód żytomierski)
Czerniawka (ukr. Чернявка) – wieś na Ukrainie w rejonie pulińskim obwodu żytomierskiego. Liczy 465 mieszkańców.